# 班捷文·史譚保利
班捷文·费尔南·吕西安·弗朗索瓦·史譚保利（法語：Benjamin Fernand Lucien François Stambouli；1990年8月13日—），法國足球運動員，現效力於法乙球隊梅斯。

## 外部連結
- 本傑明·史譚保利 – 法國職業足球聯賽数据 – 支持法语（已存档）
- 班捷文·史譚保利在《隊報》足球中的档案 （法文）